# Konstytucja

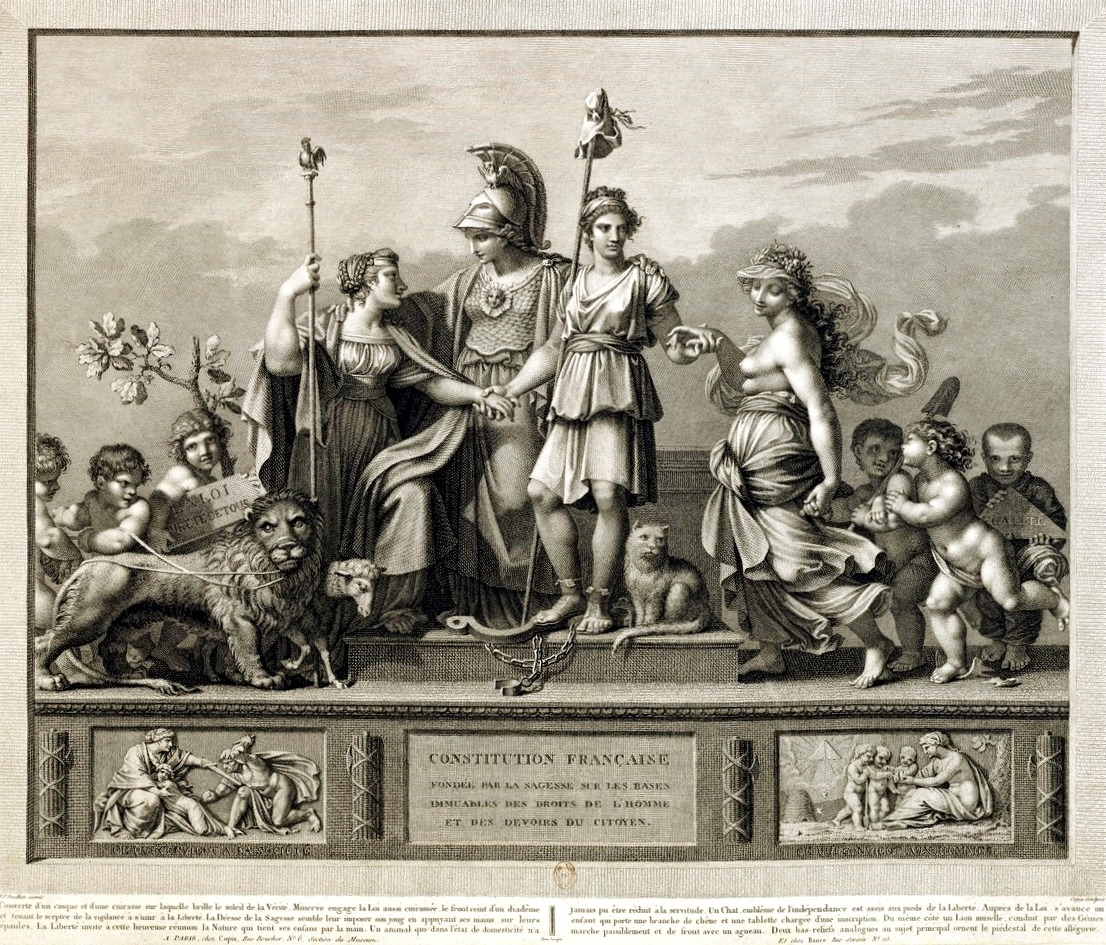
Alegoria konstytucji Francji. Grafika Jacquesa-Louisa Copii wg Pierre'a-Paula Prud'hona.

Konstytucja (od łac. constituo „urządzać, ustanawiać, regulować”) – zestaw podstawowych norm i zasad prawnych określających formę władzy publicznej w danym społeczeństwie. We współczesnych społeczeństwach najczęstszą formą konstytucji jest konstytucja spisana, która jest najważniejszym aktem prawnym w danym państwie i podstawowym źródłem prawa w danym systemie prawnym. 
Obok konstytucji-aktu prawnego (konstytucji w sensie formalnym) można mówić także o konstytucji w sensie materialnym, rozumiejąc pod tym pojęciem rzeczywisty ustrój czy układ najważniejszych instytucji publicznych. Jeszcze w XIX w. często te dwa znaczenia starano się wyraźnie oddzielać pojęciowo. Na konstytucję-akt mówiono: ustawa zasadnicza, karta konstytucyjna czy ustawa rządowa. 

## Cechy

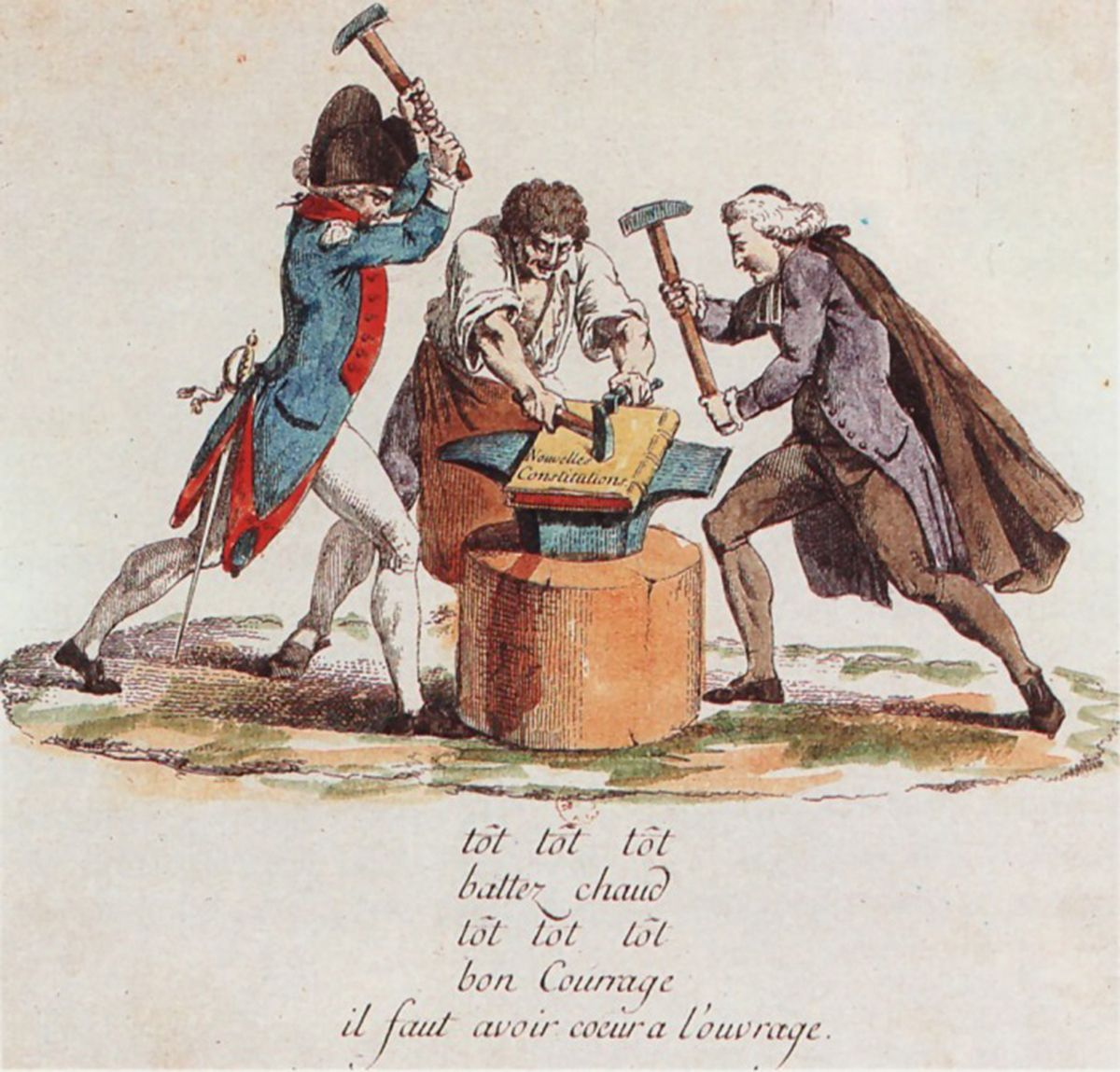
Trzy stany Francji wykuwają konstytucję. Karykatura z 1791

Poszczególne państwa różnią się jeżeli chodzi o cechy i funkcje ustrojowe konstytucji. Nie wszystkie państwa mają konstytucję w sensie formalnym. Pierwsze takie konstytucje pojawiły się pod koniec XVIII w. i stopniowo (od XIX w.) stały się standardem ustrojowym. Ich ustanowienie miało związek z powstaniem konstytucjonalizmu - ideą polityczną, zgodnie z którą władza publiczna (wcześniej w rękach monarchy) powinna być ograniczona prawem i oparta na kompetencjach konstytucyjnych, a obywatele powinni być chronieni przed arbitralnością władzy. Konstytucja miała być najwyższym prawem w danym kraju i była często traktowana jako forma polityczno-prawnej umowy pomiędzy rządzonymi i rządzącymi, lub pomiędzy samymi rządzącymi na temat formy rządów, jaki powołują. 
Joseph Raz wyróżnił 7 cech istotnych dla pojęcia konstytucji (przy zastrzeżeniu, że nie wszystkie konstytucje spełniają wszystkie te cechy):
- ustanawia ona system prawny;
- jest stabilna;
- jest spisana;
- jest prawem wyższym, z którym prawo powszechne musi być zgodne;
- jest stosowana sądownie (istnieje procedura egzekwująca jej wyższość wobec prawa powszechnego);
- jest sztywna (trudniej ją zmienić niż zwykłą ustawę);
- zawiera zasady i wartości, którymi kieruje się władza publiczna.

Duże znaczenie dla formy konstytucji ma zwykle sposób powstania, np. to, czy została przyznana przez władcę ludowi (jako forma samozobowiązania czy dokument programowy), czy jest formą negocjacji pomiędzy frakcjami politycznymi lub jest wynikiem działań zdecentralizowanych ośrodków władzy. Duże znaczenie mają także przeszłe doświadczenia konstytucyjne danego państwa oraz trendy polityczno-prawne w momencie powstania aktu. 

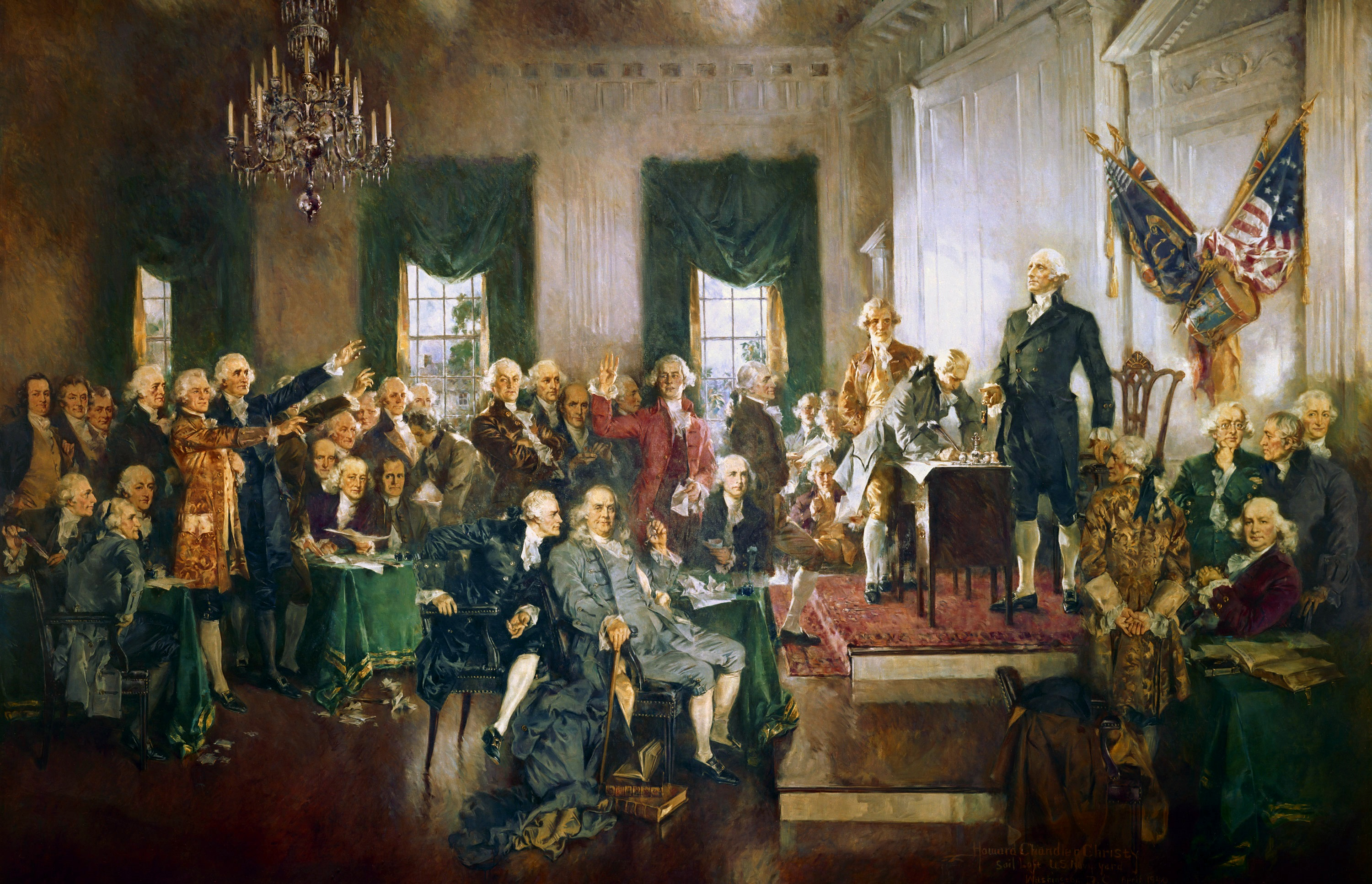
Podpisywanie Konstytucji Stanów Zjednoczonych. Howard Chandler Christy, olej na płótnie (1940).

Konstytucje uchwalane są w momentach przełomowych dla danego państwa, organizując jego ustrój. Takimi momentami są: zerwanie z poprzednim ustrojem, uzyskanie niepodległości przez dane państwo czy radykalna zmiana ustrojowa (np. zmiana z parlamentarnego na prezydencki). Duże zmiany ustrojowe wiążą się często ze zmianą konstytucji. Czasami prace nad taką zmianą trwają latami, już po zmianie ustroju. 

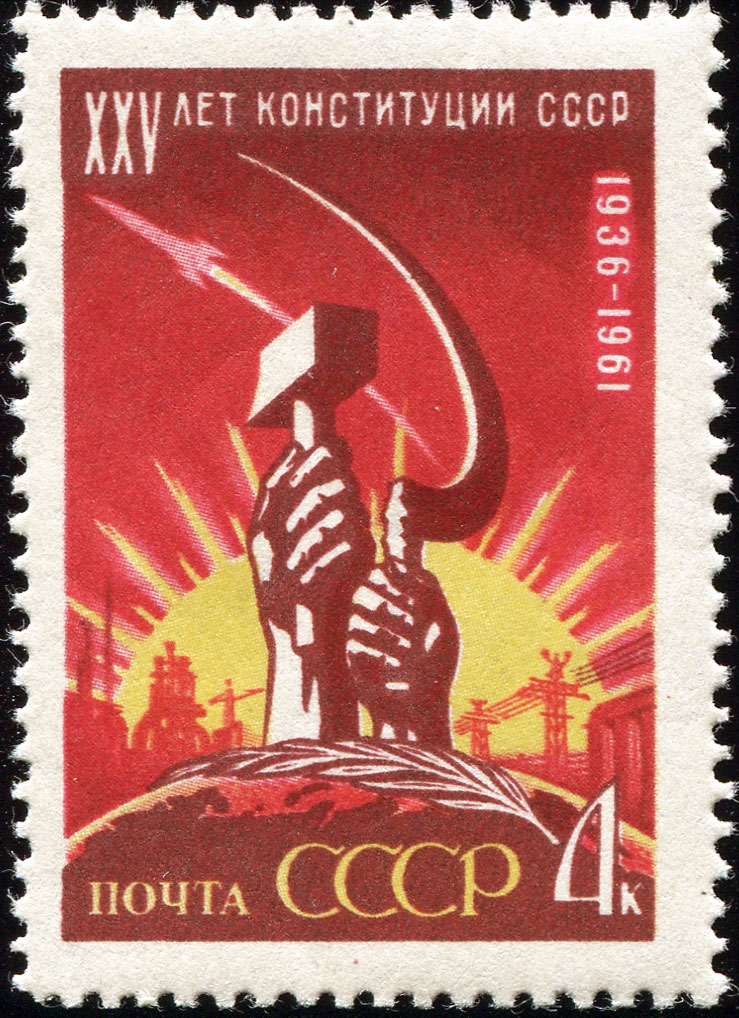
Znaczek pocztowy upamiętniający 25 lat Konstytucji ZSRR z 1936. W krajach socjalistycznych konstytucje były traktowane jako ważny dokument propagandowy.

W wielu państwach konstytucja jest dokumentem politycznym czy programowym, który nie ma znaczenia prawnego (obywatele nie mogą z niej wyciągać konsekwencji prawnych). W krajach autorytarnych konstytucje zawierają szczytne deklaracje ustrojowe, które mają znaczenie propagandowe i nie ograniczają swobody władzy. Również deklarowane w nich prawa i wolności obywatelskie nie mają praktycznego znaczenia. W licznych państwach konstytucje są traktowane jako szczególnie ważny akt prawny, który ma konsekwencje prawne i np. może być stosowany bezpośrednio.
Walka polityczna w państwie o ustroju konstytucyjnym przybiera często formę sporu o konstytucję, jej interpretację, podział kompetencji pomiędzy organami, czy kwestię jej łamania. Szczególnie ostrą i trudną do rozwiązania formą takiego sporu jest kryzys konstytucyjny.

## Materia konstytucyjna
Istnieje pewien standard konstytucyjny, wskazujący, co konstytucja powinna zawierać. Nie wszystkie państwa spełniają wszystkie te standardy, zwłaszcza w przypadku starszych konstytucji. Jednym z najbardziej znaczących odstępstw jest angielska konstytucja, mająca charakter niepisany. 
To, jakie treści powinny się znaleźć w konstytucji (zakres materii konstytucyjnej) ewoluowało też z czasem. Pierwsze konstytucje określały przede wszystkim podział władzy publicznej oraz pozycję jednostki w państwie. Z czasem materia konstytucyjna ulegała poszerzeniu.
Konstytucje zwykle są poprzedzone preambułą, czyli uroczystym wstępem i deklaracją wartości danego ustroju. Poszczególne kraje różnią się tym, jak dalece preambuła jest traktowana jako część aktu prawnego (ma znaczenie normatywne).
Współcześnie do materii konstytucyjnej należą:
- organy i struktura władzy publicznej - ustanowienie najważniejszych organów publicznych, ich kompetencji, sposobów działania i wzajemnych relacji. Konstytucje określają podział władzy publicznej, tzn. jak jest ona rozdzielona pomiędzy najważniejsze organy państwowe. Współcześnie najczęstszą zasadą podziału jest trójpodział władzy na władzę prawodawczą, wykonawczą i sądowniczą (współczesnymi wyjątkami są np. Filipiny i Republika Chińska. Konstytucja określa też relacje między nimi[16]. Opisana w konstytucji struktura władzy publicznej pozwala najczęściej określić formę ustrojową danego państwa[17].
- W przypadku państw federalnych, konstytucje określają relacje pomiędzy rządem federalnym a częściami składowymi federacji. W państwach z dużymi mniejszościami etnicznymi i religijnymi, liczną populacją plemienną, konstytucje określają ich status i relacje z dominującą częścią populacji[18]. Jednostki terytorialne składające się na państwo federalne mają często własne konstytucje.
- określenie statusu jednostki w państwie (obywatelstwo)[19].
- deklaracja podstawowych praw, wolności i obowiązków obywateli (prawa i wolności konstytucyjne)[15][20]
- sposoby zmiany konstytucji. Konstytucje są szczególnymi aktami prawnymi, wymagającymi dla zmiany specjalnego trybu. Jest on zwykle określany w samej konstytucji[21]. Może on polegać na specjalnej procedurze zmiany, ale też może opierać się na zwykłej procedurze prawodawczej, przy czym najczęściej wymogi ustanawiania zmiany konstytucyjnej są wyższe (np. poprzez większość kwalifikowaną potrzebną do jej uchwalenia)[21]
- w państwach z zamkniętym systemem źródeł prawa konstytucje wymieniają te źródła wraz z ich hierarchią[22][23].

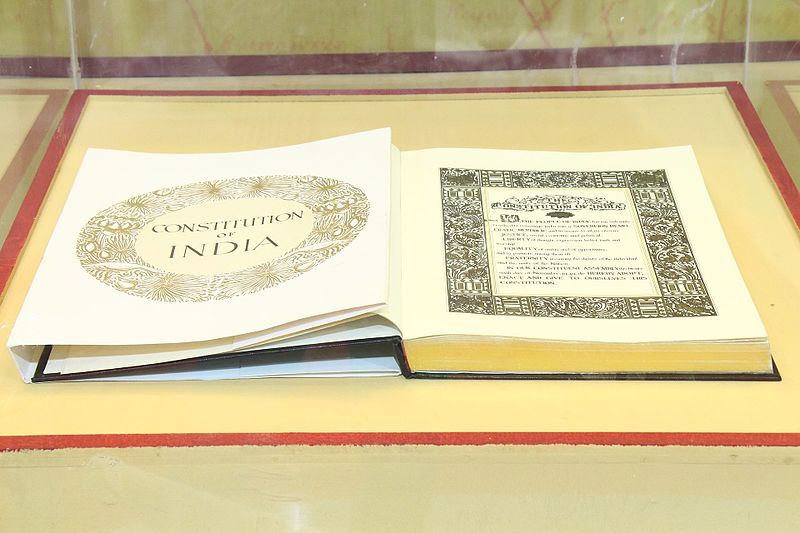
Konstytucja Indii (1949) jest obecnie najdłuższą z konstytucji.

Nie wszystkie istotne aspekty funkcjonowania władzy publicznej są w konstytucjach opisane i praktyka polityczna wytwarza własne formy instytucjonalne, oparte na politycznym zwyczaju czy aktach prawnych niższego rzędu. Np. konstytucja USA nie określa szczegółowo działania partii politycznych, sposobu organizacji wyborów czy działania legislatywy i egzekutywy.

## Klasyfikacje
Konstytucje są klasyfikowane na podstawie różnych kryteriów:
- konstytucja formalna (de iure) i materialna (de facto)[3][25]. Szczególny akt normatywny określany mianem konstytucji, jest konstytucją w sensie formalnym. Konstytucja w sensie materialnym to ogół norm określających strukturę władzy publicznej i sytuację jednostki w państwie. W tym drugim sensie konstytucja nie musi być spisana, a normy mogą pochodzić z różnych aktów prawnych, czy nawet z prawa zwyczajowego. Tego typu konstytucja ujmowana jest opisowo, a nie normatywnie;
- konstytucja pisana i niepisana[26]. Konstytucje pisane są utożsamiane z konstytucjami w sensie formalnym i mają postać jednego lub (rzadziej) kilku najważniejszych aktów prawnych. Najbardziej znaną konstytucję niepisaną ma Wielka Brytania, która uznaje, że są to najważniejsze zasady ustrojowe, zawarte w prawie pisanym, precedensach, konwenansach konstytucyjnych. Innymi przykładami współczesnych krajów z konstytucją niepisaną są Izrael i Nowa Zelandia.
- konstytucje pełne i niepełne[27]. Konstytucje niepełne regulują jedynie część materii konstytucyjnej (np. podstawowe organy państwowe i zakres ich władzy), wymagającej tymczasowego i szybkiego uregulowania do czasu opracowania pełnej konstytucji. Akty prawne, które regulują tylko część materii konstytucyjnej, nazywane są konstytucjami tymczasowymi, „małymi konstytucjami”, ustawami konstytucyjnymi czy ustawami organicznymi.
- konstytucje sztywne i elastyczne (giętkie)[28][21]. Rozróżniane są ze względu na to, czy ich zmiana jest trudniejsza niż w przypadku zwykłych ustaw (np. wymagana jest większość kwalifikowana, lub można jej dokonywać tylko raz na jakiś czas). Konstytucje elastyczne są rzadkością. Zmiany konstytucji następują w formie wprowadzania poprawek konstytucyjnych.
- konstytucje uchwalane i oktrojowane[29]. Konstytucje mogą być uchwalane (w referendum konstytucyjnym, przez parlament, przez konstytuantę) lub nadane przez władcę (oktrojowane).
- konstytucje stałe i czasowe[30], w zależności od tego, czy nałożone są na nie ograniczenia czasowe w obowiązywaniu. Zdecydowana większość konstytucji ma charakter stały.

## Sądy i konstytucja

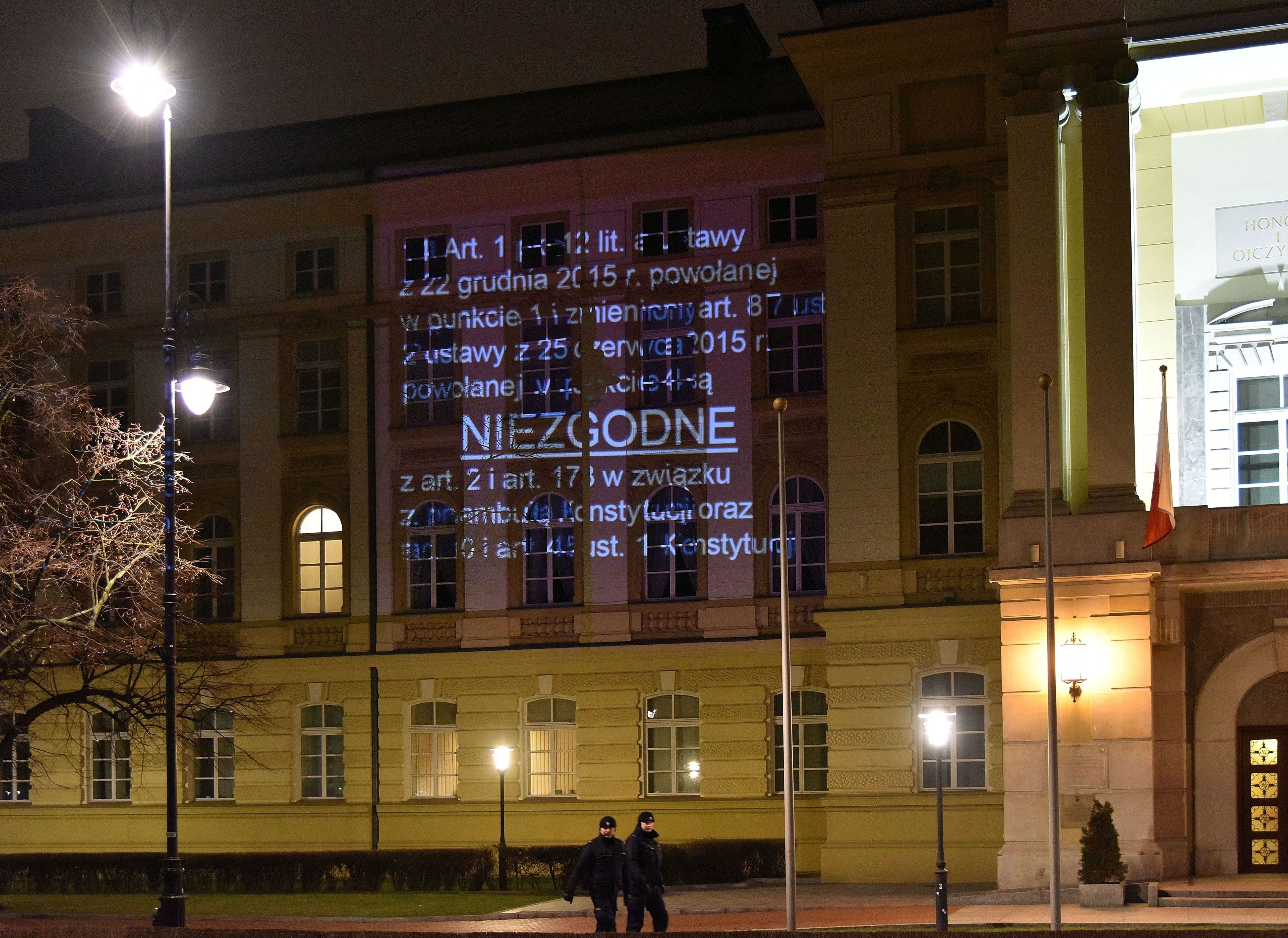
Pikieta przed gmachem Kancelarii Rady Ministrów w Polsce (2016).

Oprócz tego, że konstytucje określają często podstawową strukturę władzy sądowniczej, wiele współczesnych konstytucji określa, w jaki sposób sądownictwo kontrolować może inne organy władzy publicznej, a także czy i w jaki sposób sądy kontrolować mogą zgodność prawa z konstytucją (sądowa kontrola konstytucyjności prawa). 
Istnieją dwa zasadnicze modele tej instytucji: europejski, w którym kontrola powierzona jest wyodrębnionemu organowi (sądowi konstytucyjnemu), oraz amerykański (zdekoncentrowany), w którym kontrola konstytucyjności sprawowana jest przez sądy powszechne. Pierwsze wyspecjalizowane sądy (trybunały) konstytucyjne powstały w okresie międzywojennym XX w., pod wpływem konstytucyjnych idei Hansa Kelsena (Austria i Czechosłowacja). Po II wojnie światowej nadeszły trzy fale demokratycznych przemian ustrojowych, które wiązały się z rozprzestrzenieniem instytucji kontroli konstytucyjności prawa. Po 1945 wprowadzono ją w wielu krajach zachodnioeuropejskich, w latach 60. i 70. w krajach powstałych w wyniku dekolonizacji, a po 1989 w demokratyzujących się krajach z dawnego bloku wschodniego. Na początku XXI w. instytucja ta stała się powszechna i w 2003 r. istniała w 85% państw. 
W XX wieku w wielu państwach zaczęły zachodzić procesy judykalizacji i konstytucjonalizacji polityki. Judykalizacja oznacza rozszerzanie zakresu władzy sądowniczej na obszary, w których dotąd dominowały pozostałe gałęzie władzy publicznej, w tym na obszary wykraczające poza rozsądzanie. Dzieje się tak często za sprawą sądowej kontroli konstytucyjności prawa, i to przy udziale innych organów władzy publicznej, które cedują rozwiązywanie niektórych spornych kwestii do rozstrzygnięcia poprzez sądy.
Z kolei konstytucjonalizacja oznacza zwiększenie prawnego znaczenia i praktycznej skuteczności konstytucji, w szczególności w zakresie rzeczywistego ograniczania głównych organów władzy publicznej.

## Historia

### Historia pojęcia

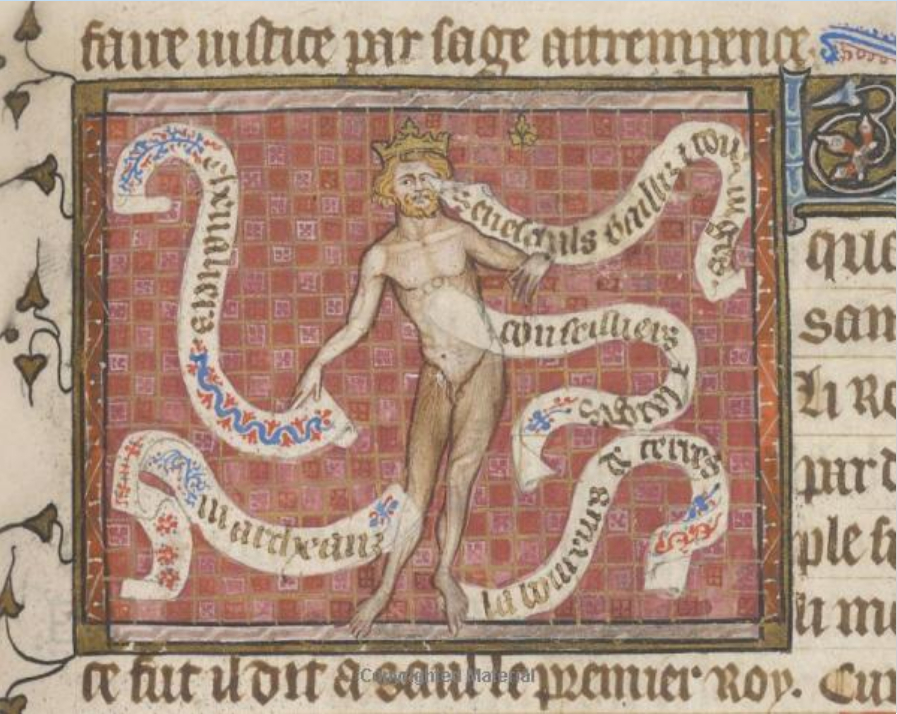
Średniowieczna ilustracja przedstawiająca metaforę ciała politycznego. Poszczególne członki łączone są z odpowiednimi urzędami. Avis au roys, pierwsza połowa XIV w. Morgan Library & Museum.

Słowo konstytucja wywodzi się ze łacińskiego constitutio - porządek, budowa. W prawie rzymskim okresu cesarstwa konstytucjami nazywano akty prawne wydawane przez cesarzy (w formie edyktu, dekretu czy listu), np. Constitutio Antoniniana z 211 r.n.e. Nazwa ta przyjęła się później także do aktów normatywnych wydawanych przez papieży (konstytucje apostolskie), oraz w niektórych państwach do wysokich aktów rangi ustawowej, np. konstytucje sejmowe w I Rzeczypospolitej, czy Constitutio Criminalis Carolina w Świętym Cesarstwie Rzymskim.
Konstytucja jako najwyższy akt prawny w danym porządku ma korzenie średniowieczne. W średniowiecznej łacinie zaczęto jako constitutio określać budowę czy porządek społeczności ludzkiej. To znaczenie pojawiło się na początku XI w. wraz z odkryciem prawa rzymskiego, a także w arystotelejskiej filozofii politycznej XII w. i w prawniczej terminologii cesarstwa. Przez analogię łączono też to pojęcie z budową ciała ludzkiego (corporis constitutio), będącego harmonijnym połączeniu członków o różnych funkcjach. Podobnie jak ludzkie ciało ma swoje organy i sposób działania, tak też ma być zbudowane ciało polityczne (corpus politicum).
Z łacińskiego źródła czerpie większość języków europejskich. Wyjątkiem jest język niemiecki, w którym używa się terminu Verfassung. Początkowo (XIV w.) Verfassung oznaczało ugodę co do sposobu rozwiązania sporu i zapis jego przebiegu. Z czasem pojęcie uległo rozszerzeniu, obejmując spisane prawa, a w końcu stało się niemieckim odpowiednikiem terminu konstytucja.

### Przed "epoką konstytucyjną"

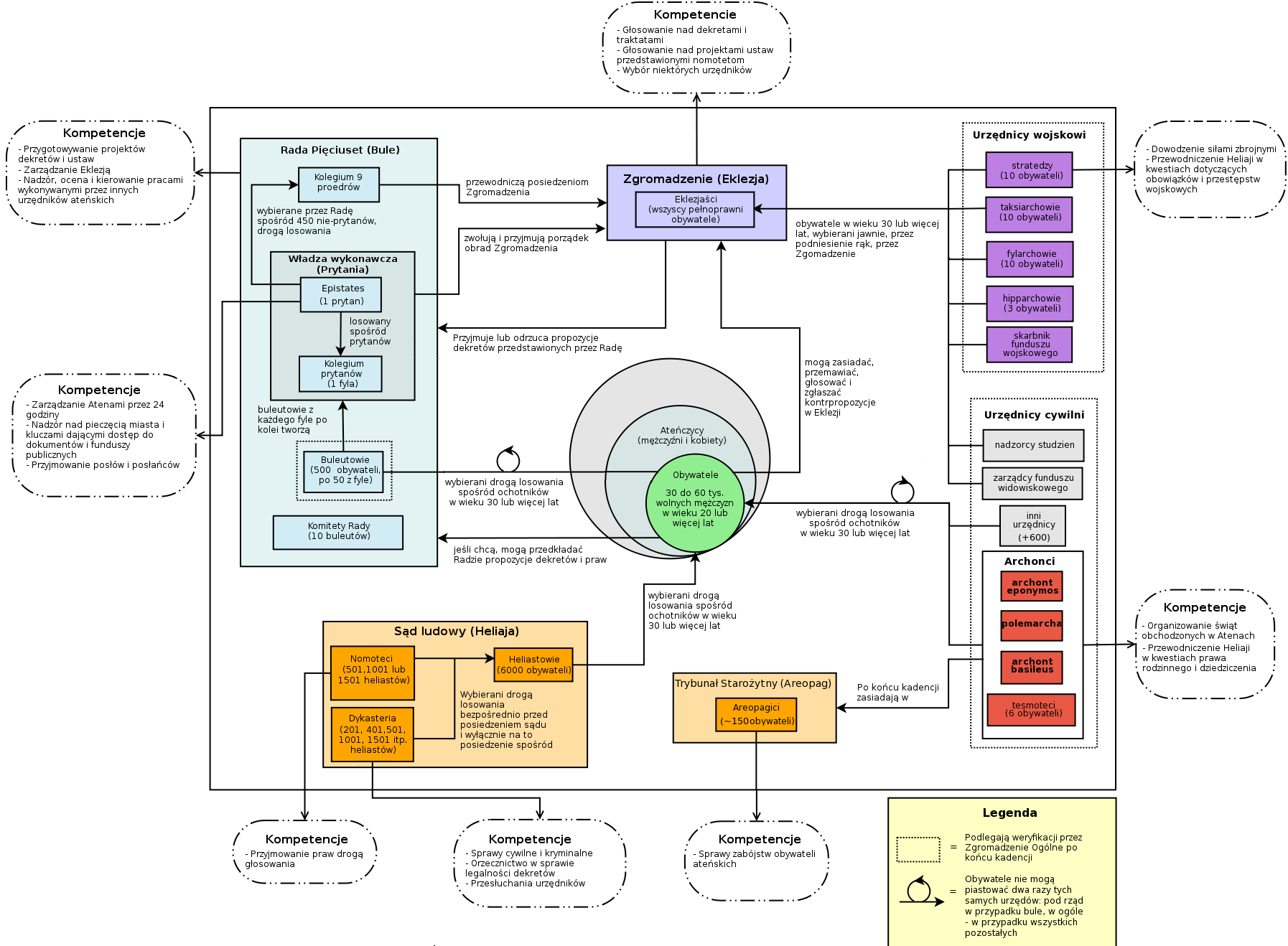
Konstytucja materialna demokracji ateńskiej (IV w. p.n.e.).

Druga połowa XVIII w. określana jest jako "epoka konstytucyjna". Powstały wtedy pierwsze spisane konstytucje będące najważniejszymi aktami prawnymi w danym porządku prawnym. Wcześniej można mówić o konstytucjach w sensie materialnym (układzie niespisanych podstawowych reguł i instytucji politycznych). Zakładano, że zarówno rządzący, jak i rządzeni nie są samodzielnie władni zmienić tych podstawowych reguł. Np. w szkole Arystotelesa przygotowano opisy ustrojów 158 greckich poleis (zachował się jedynie ustrój polityczny Aten). Chociaż współcześnie nazywa się je "konstytucjami", to miały charakter opisowy, a nie normatywny.
Tego rodzaju konstytucje można rekonstruować także w społeczeństwach plemiennych (czym zajmuje się antropologia polityczna). W rzadkich przypadkach taka konstytucja społeczności mogła zyskiwać formę wyartykułowanego, podtrzymywanego ustnym przekazem zestawu instytucji i reguł postępowania. Najbardziej znaną tego typu konstytucją plemienną jest Wielkie Prawo Pokoju Irokezów podtrzymywane przez zapisy na wampumach.

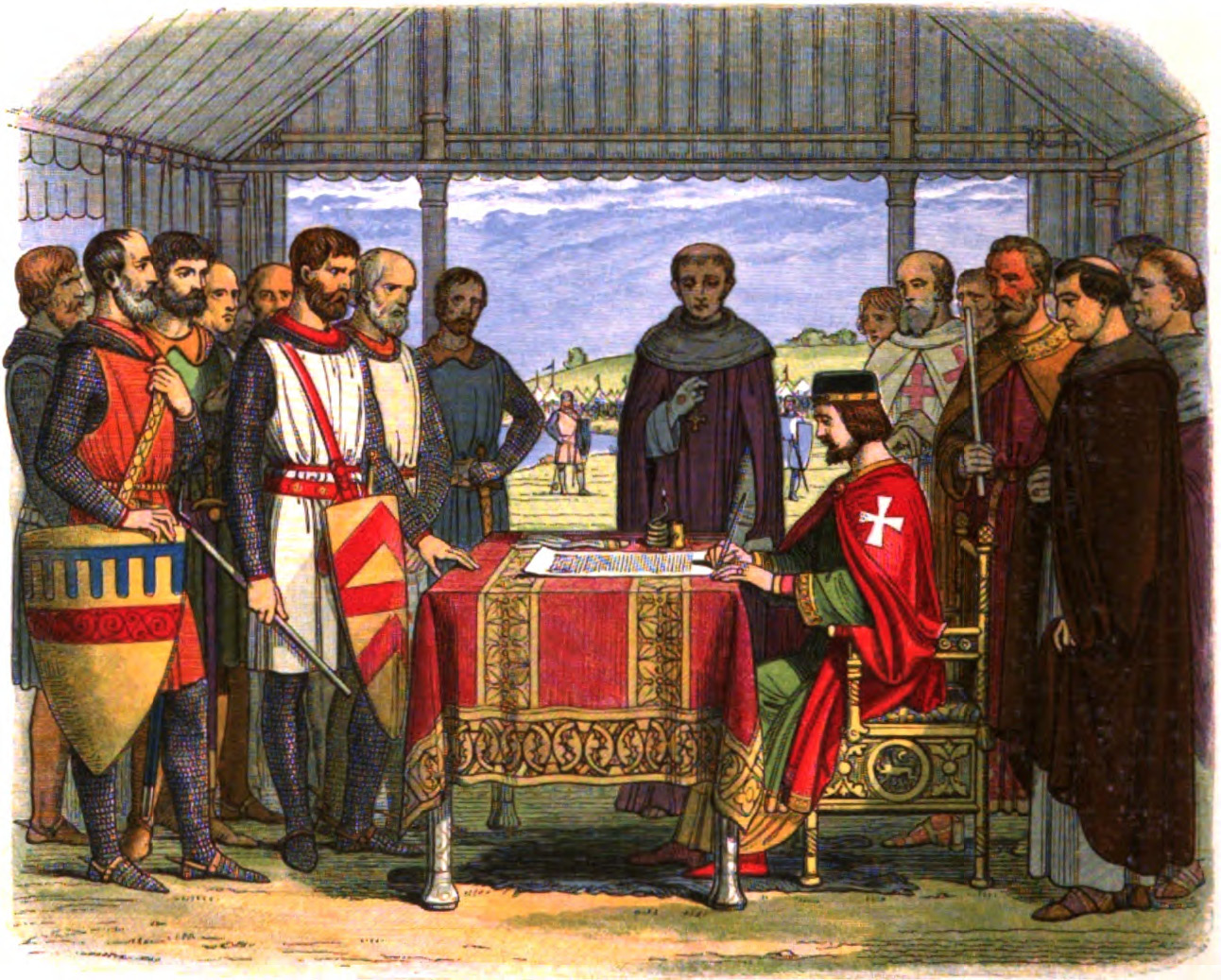
Król Jan bez Ziemi w otoczeniu baronów podpisuje Magna Cartę. Ilustracja Jamesa Williama Edmunda Doyle'a z 1864.

W średniowieczu pojawiają się akty prawne, które mają charakter quasi-konstytucyjny (np. Złota Bulla Karola IV czy Wieczny pokój krajowy z 1495). Są one szczególnie ważne ustrojowo, ograniczają władzę królewską, jednak nie regulują one całościowo i systematycznie materii konstytucyjnej. W 1215 król angielski wydał Wielką Kartę Swobód, która po kilku stuleciach stanie się jednym z fundacyjnych aktów angielskiej niepisanej konstytucji. 
Nowożytni francuscy prawnicy ukuli termin praw podstawowych (lois fondamentales, latynizowany w innych krajach do leges fundamentales) na oznaczenie podstawowych reguł ograniczających sprawowanie władzy. Ich przykładem było pochodzące z VI w. prawo salickie określające sukcesję tronu we Francji. W Świętym Cesarstwie Rzymskim takimi prawami były Pokój augsburski czy Pokój westfalski. Od XVIII w. zaczęto uznawać, że te akty prawne tworzą pewien odrębny zespół norm regulujących władzę publiczną (początki prawa konstytucyjnego).
W 1758 Emerich de Vattel (Prawo narodów) określił konstytucję jako podstawową regulację, określającą sposób, w jaki władza publiczna jest sprawowana. Taka konstytucja tworzy ciało polityczne.

### "Epoka konstytucyjna"

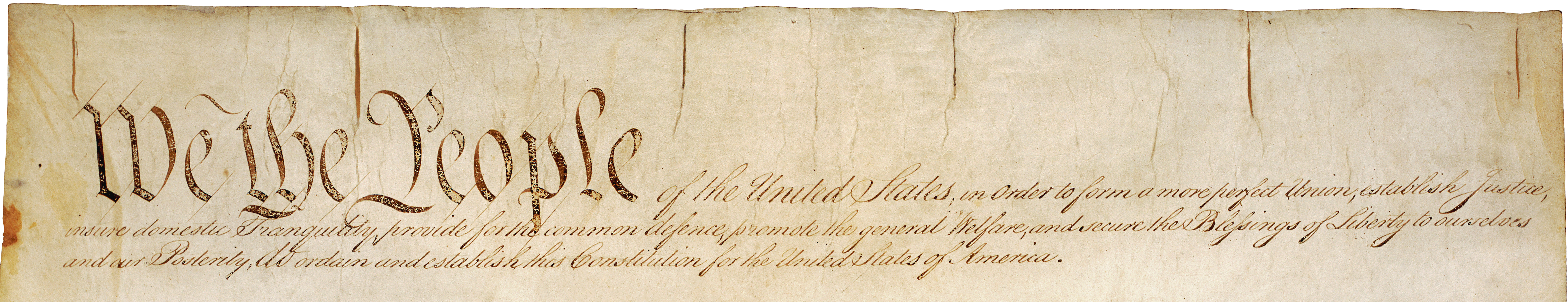
Początek konstytucji Stanów Zjednoczonych, wyrażający zasadę suwerenności ludu.

W 1776 Stany Zjednoczone ogłosiły niepodległość, tworząc porządek polityczno-prawny oparty na nowych zasadach. W tym samym roku Wirginia ogłosiła Deklarację praw określającą podstawowe prawa i wolności swoich obywateli. W 1777 Kongres Kontynentalny uchwalił artykuły konfederacji, wyznaczające podstawowe ramy ustrojowe dla trzynastu kolonii. W 1787 Kongres uchwalił Konstytucję Stanów Zjednoczonych, pierwszą w pełni nowoczesną konstytucję, opierając ją na zasadzie suwerenności ludu (znacznie wcześniejsza konstytucja Korsyki z 1755 miała charakter częściowy).

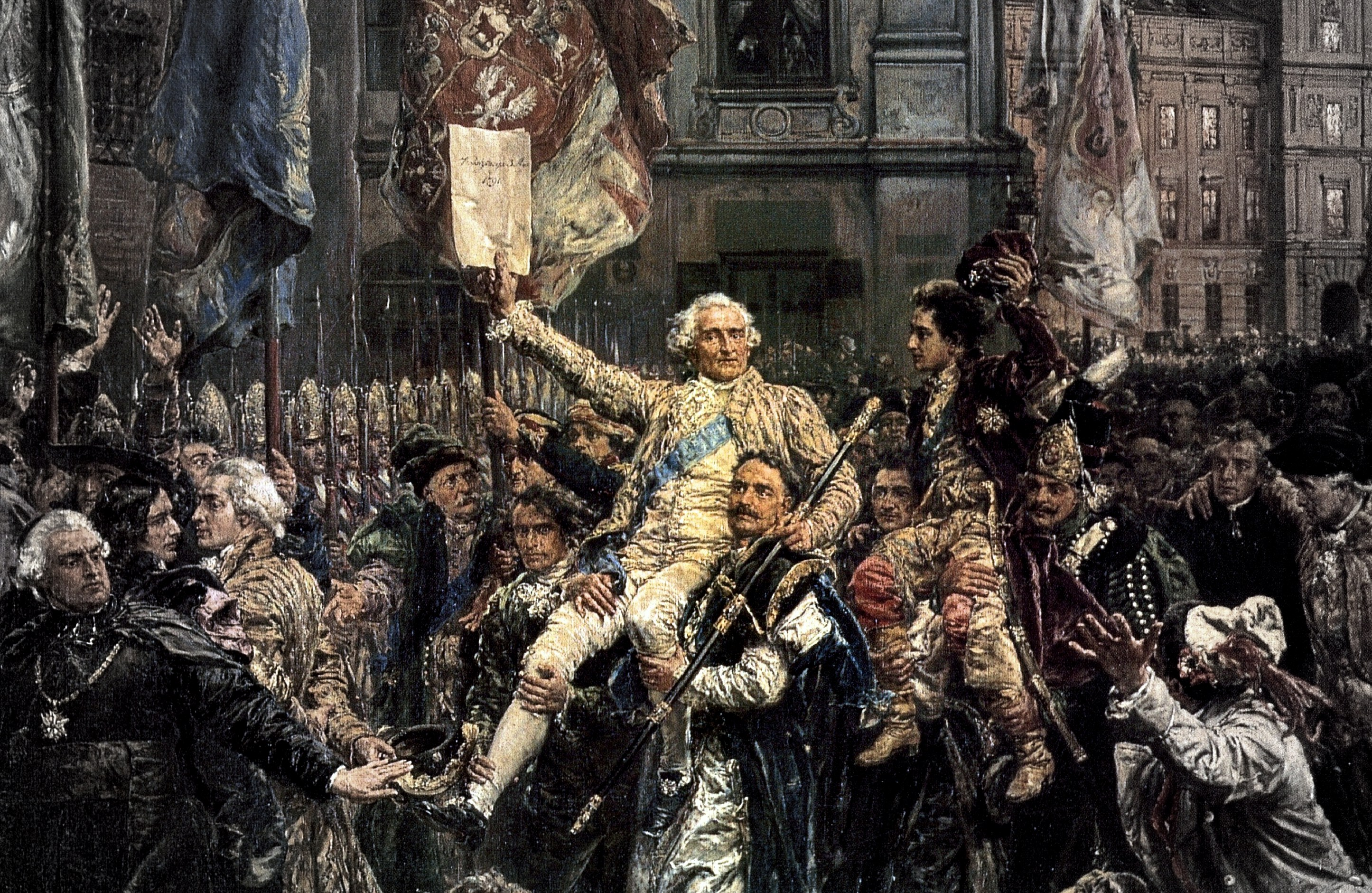
Marszałek Sejmu Stanisław Małachowski niesiony tłumem trzyma Konstytucję 3 maja. Jan Matejko, Konstytucja 3 Maja 1791 roku (fragment), olej na płótnie (1891).

Pierwszą nowoczesną konstytucją w Europie była Konstytucja 3 maja (1791). Po wybuchu rewolucji francuskiej (1789) uchwalono we Francji szereg konstytucji (1791, 1793, 1795, 1799), opartych na różnych zasadach ustrojowych. Wzorce amerykańskie i francuskie wyznaczają początek nowej epoki w historii ustrojów. 
Konstytucje francuskie, i amerykańskie (federalna i stanowe) zrywały z feudalną tradycją państwową i na nowo określały podstawowe zasady ustrojowe. Pierwsze konstytucje zawierały dwa rodzaje treści: ustrój centralnych organów władzy oraz regulację miejsca jednostki w państwie. Podstawowe prawa i wolności obywatela umieszczano przy tym w aktach towarzyszących konstytucji: Deklaracji Praw Człowieka i Obywatela (Francja) czy Pierwszych dziesięciu poprawkach do Konstytucji (Stany Zjednoczone).
Kilka pierwszych konstytucji pisanych było tekstem ciągłym lub w podziale na rozdziały (Konstytucja Wirginii, Korsyki, Konstytucja 3 maja). Za konstytucjami rewolucyjnej Francji i Stanów Zjednoczonych ustalił się standard podziału treści konstytucji na rozdziały i uporządkowania jej w artykułach i dalszych jednostkach redakcyjnych tekstu prawnego.
Nawet po zmianie ustroju we Francji, nowa władza zachowała model konstytucyjny, opierając jednak konstytucje na innych zasadach ustrojowych (1804 i 1814). W pierwszych dekadach XIX w. konstytucje stały się przedmiotem sporu pomiędzy władcami a obywatelami. Liberałowie postulowali wprowadzanie konstytucji uchwalanych (wskazujących pochodzenie władzy od ludu), gdy wielu monarchów, jeśli godzili się na wprowadzenie konstytucji, to w formie oktrojowanej (nadanej ludowi). XX-wieczne dyktatury także często przyjmowały własne konstytucje, choć traktowały je jako dokumenty propagandowe, a nie rzeczywiste prawo ograniczające władzę. Włoski faszyzm i niemiecki nazizm po dojściu do władzy nie uchyliły wcześniejszych konstytucji, lecz okroiły je ustawami szczegółowymi i zawiesiły obowiązywanie praw obywatelskich.
W konstytucjach powstałych pod koniec XIX w. pojawiło się coraz więcej regulacji dotyczących ustroju gospodarczego i aktywnego działania w nim państwa. Zakres tego działania ulegał z czasem poszerzeniu. Konstytucje powstałe po I wojnie światowej otwarte były na interwencjonizm państwowy w gospodarce. Prawa i wolności jednostek zostają poszerzone, dając obywatelom ochronę przed nadużyciami podmiotów gospodarczych i niedoskonałościami rynków. Pojawiły się też prawa socjalne, prawa gospodarcze i kulturalne (druga generacja praw człowieka).
Materia konstytucyjna ulegała dalszemu poszerzeniu po II wojnie światowej. Rozszerzał się katalog praw konstytucyjnych (w szczególności praw socjalnych, gospodarczych i kulturalnych). Standardem stały się też regulacje działania partii politycznych. Niektóre konstytucje zaczęły regulować także podmioty na rynku medialnym, podstawowe kwestie dotyczące przedsiębiorstw państwowych (lub uspołecznionych), państwowych banków i instytucji finansowych.

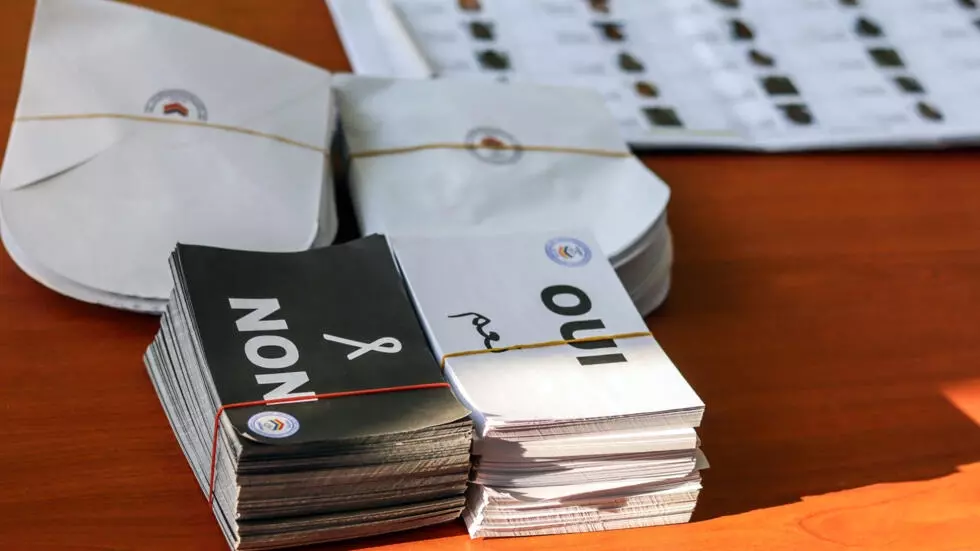
Karty do głosowania w referendum konstytucyjnym w Czadzie (2023).

Pod koniec XX w., w niektórych krajach nastąpiło umiędzynarodowienie materii konstytucyjnej. Konstytucje przewidują przekazanie części dawnych kompetencji państwa instytucjom międzynarodowym i ponadnarodowym (np. Unii Europejskiej).
Współczesne konstytucje wiele kwestii regulują mniej szczegółowo, przekazując to do regulacji w aktach niższego rzędu, np. procedury parlamentarne (przekazane do regulaminu parlamentu), kwestie podatkowe czy szczegóły prawa wyborczego. Mało miejsca poświęcają też wojskowości.

## Filozofia polityczna

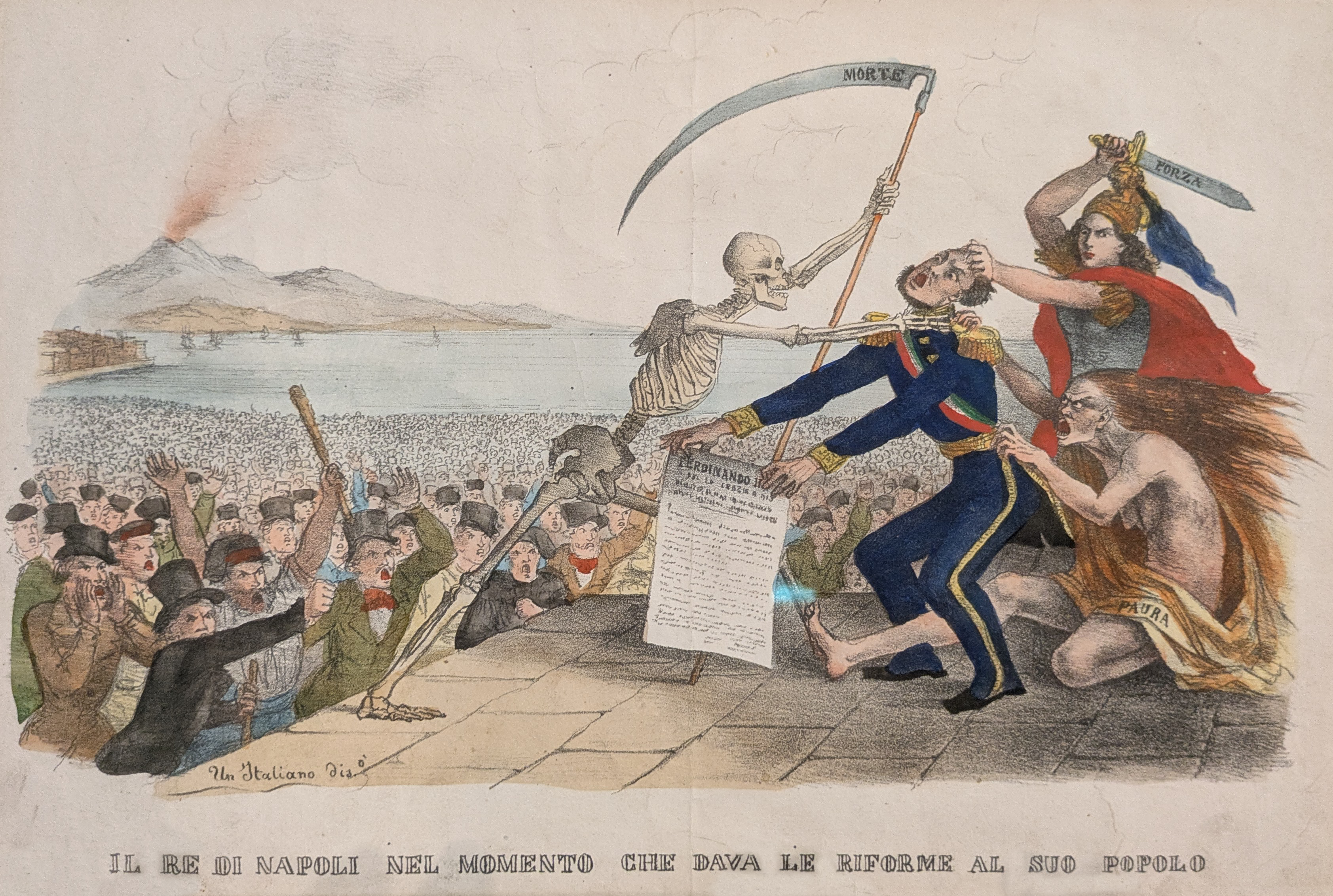
Karykatura przedstawiająca nadanie konstytucji Królestwu Obojga Sycylii przez Ferdynanda II. Wielu monarchów opierało się wprowadzaniu konstytucji nakładających ograniczenia na ich władzę.

Konstytucjonalizm jest stanowiskiem w myśli politycznej, zgodnie z którym władza publiczna (początkowo monarchy, a później organów państwowych) powinna być ograniczona prawem i opierać się na prawie. Konstytucjonalizm w epoce wczesnonowożytnej był sprzeciwem wobec samowoli władzy. Wzorcowy wyraz znalazł konstytucjonalizm w monarchiach konstytucyjnych. Od czasu powstania spisanych konstytucji w końcu XVIII w. konstytucjonalizm zaczął oznaczać stanowisko podkreślające rolę konstytucji w prawie i polityce danego kraju. Wiązany jest z takimi koncepcjami jak idea ograniczonego rządu, państwo prawa, legalizm czy demokracja liberalna (konstytucyjna).
Innym stanowiskiem w filozofii politycznej, podkreślającym rolę konstytucji, jest patriotyzm konstytucyjny. Postuluje on współczesną formę patriotyzmu przeznaczoną dla społeczeństw wielokulturowych lub struktur ponadpaństwowych (jak Unia Europejska). Społeczeństwa te nie mogą opierać się na więzach narodowych czy wspólnocie kulturowej, a podstawą takiej więzi mogłaby być konstytucja. Patriotyzm konstytucyjny ma być alternatywą zarówno wobec nacjonalizmu jak i kosmopolityzmu.

## Konstytucje organizacji niepaństwowych
Pojęcie konstytucji odnoszone jest też do innych niż państwo organizacji, np. Unii Europejskiej. Samo pojęcie jest przedmiotem sporów. Unia Europejska nie ma konstytucji spisanej, a pod tą nazwą rozumiano najważniejsze traktaty zawierające jej prawo ustrojowe. Relacje między konstytucjami państw członkowskich a prawem konstytucyjnym Unii Europejskiej są skomplikowane i nie zawsze uregulowane w krajowych konstytucjach.
W 2004 uchwalono Traktat ustanawiający Konstytucję dla Europy, który jednak nie został ratyfikowany przez wszystkie państwa członkowskie i nie wszedł w życie.